# عمران موجه نحو النقل العام

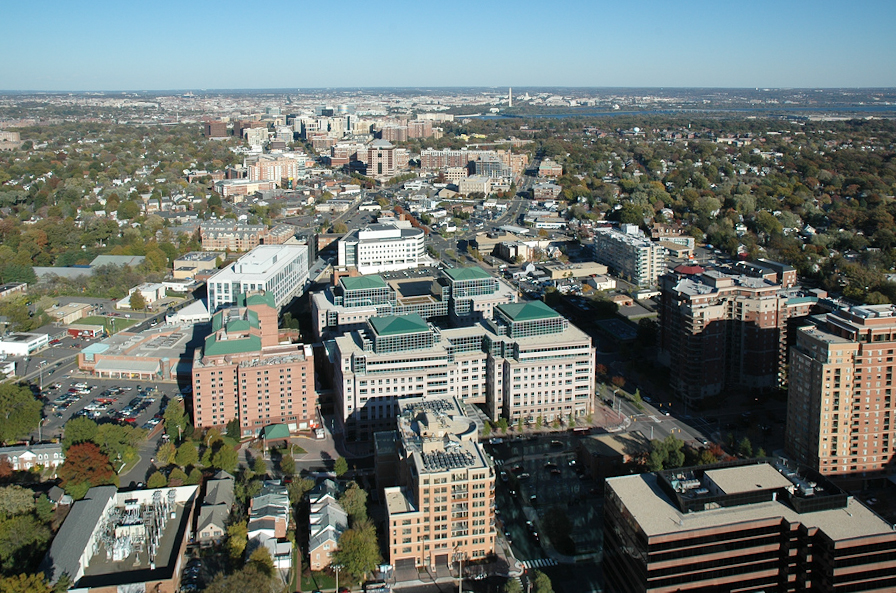
تشجع حكومة مقاطعة أرلنغتون، فيرجينيا العمران الموجه نحو النقل العام في نطاق يتراوح من 400 إلى 800 متر من محطات مترو واشنطن للنقل السريع، ويتميز هذا النوع من التخطيط العمراني بالمساحات متعددة الاستخدام، وخدمات تأجير الدراجات، وسهولة التنقل سيرًا على الأقدام.

العمران الموجه نحو النقل العام (بالإنجليزية: Transit-oriented development)‏، هو أحد أشكال التخطيط العمراني الذي يحرص على إتاحة أقصى مساحة ممكنة من المنشآت السكنية والتجارية والترفيهية على مسافة يمكن قطعها سيرًا على الأقدام من محطات النقل العام، ما يعزز العلاقة التكافلية بين الشكل الحضري المتكدس واستخدام المواصلات العمومية. ويهدف العمران الموجه نحو النقل العام إلى زيادة ركاب المواصلات العمومية مع تقليل استخدام السيارات الخاصة وتشجيع النمو العمراني المستدام.
تشمل مشاريع العمران التي تتبع هذا النهج عادةً محطة نقل مركزية (مثل موقف قطار أو قطار خفيف أو موقف حافلة) تحيط بها مساحة متعددة الاستخدامات ذات كثافة مرتفعة، وتمتد منها مناطق ذات كثافة منخفضة. وتُصمم المناطق التي تدعم النقل العام ليكون المشي فيها يسيرًا بالمقارنة ببقية المناطق العمرانية عن طريق تصغير مساحات المربعات السكنية وتقليص المساحات المُخصصة للسيارات. وتقع أكثر المناطق كثافة عادةً داخل دائرة نصف قطرها يتراوح من ربع إلى نصف ميل (أي من 400 إلى 800 متر)، وتقع محطة النقل المركزية في مركز الدائرة، إذ أن تلك المسافة مناسبة للمشي بالنسبة لمعظم الناس، وبذلك تُحل مشكلة الميل الأخير.

## وصف

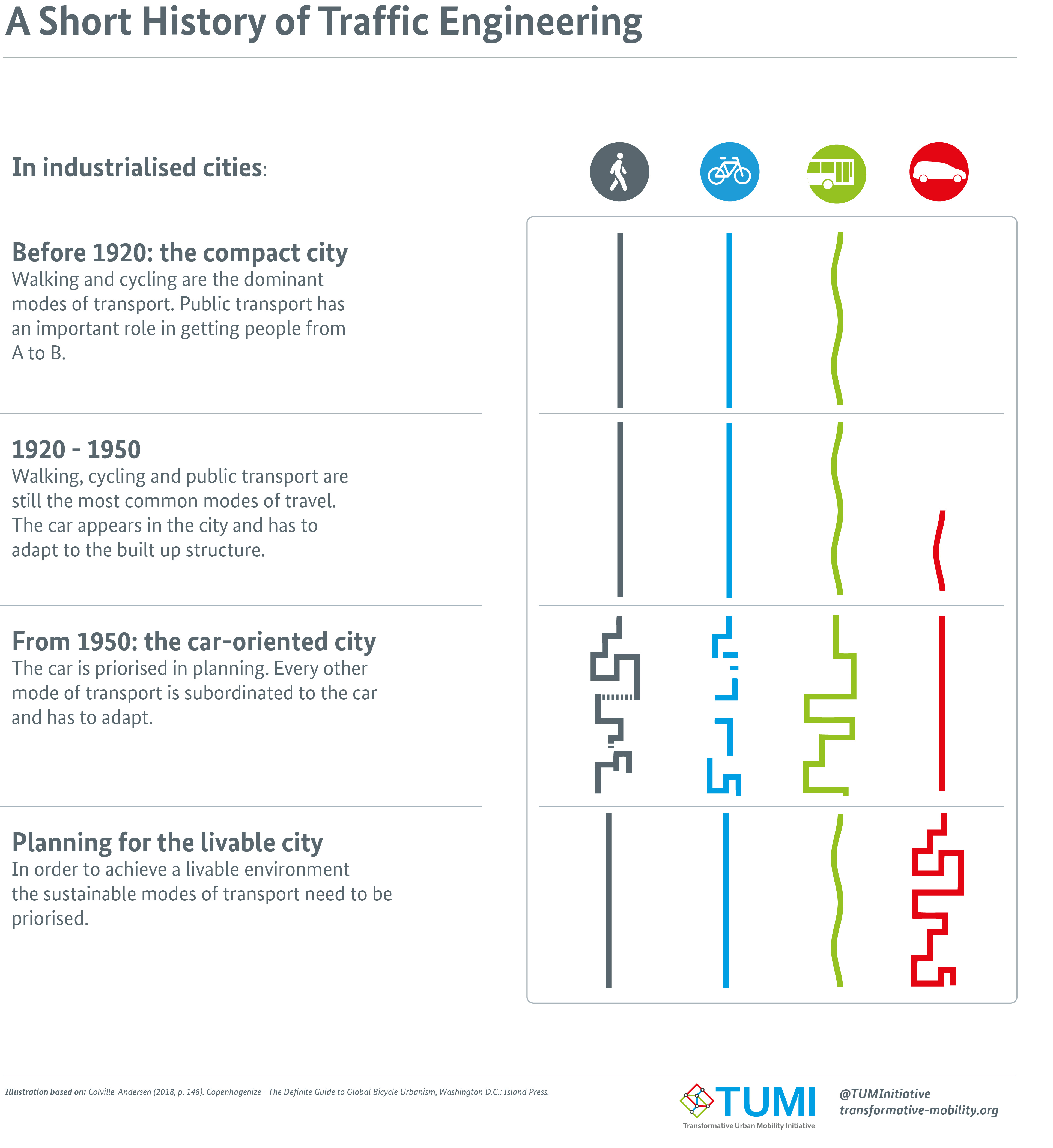
تاريخ موجز عن تطور هندسة المرور عبر القرن العشرين

تتسم العديد من المدن التي أُنشئت عقب الحرب العالمية الثانية في اليابان والسويد وفرنسا بمعظم خصائص المجمعات العمرانية الموجهة نحو النقل العام. وتتميز كذلك جميع المدن التي أُنشئت على الأراضي المستصلحة في هولندا ومشاريع التنمية العقارية المحيطة بالضواحي في الدنمارك باتباعها مبادئ مكافئة محليًا للعمران الموجه نحو النقل العام إلى حد كبير، لا سيما في دعمها للتنقل بالدراجات للاستخدام المحلي.
وفي الولايات المتحدة، صارت الدائرة التي نصف قطرها نصف ميل معيارًا فعليًا لمناطق الاستجماع التي تقف فيها قطارات السكك الحديدية. تناظر مسافة النصف ميل (أو 800 متر) المسافة التي يقطعها الشخص العادي سيرًا على الأقدام في 10 دقائق بسرعة 3 ميل/ساعة (أو 4.8 كم/س)، وهي المسافة التي من المتوقع أن يمشيها الناس للوصول لمحطة القطار عن طيب خاطر. وتغطي دائرة نصف قطرها 800 متر مساحة أكبر بقليل من 500 أكر (2.0 كم2).
يختلف العمران الموجه نحو النقل العام عن «التنمية العقارية القريبة من النقل العام»، إذ أن الأول يتسم بملامح خاصة تهدف إلى تشجيع استخدام النقل العام وتجنب مشاكل التوسع العمراني، ومن بين تلك الملامح إنشاء مساحات متعددة الاستخدامات مع وسائل نقل جماعي تعمل في جميع أوقات اليوم، ومرافق ممتازة للمشاة مثل ممرات عبور مشاة رفيعة الجودة، وشوارع ضيقة، وتقليص عدد المباني كلما ابتعدت عن محطات النقل العام، فضلًا عن قلة عدد مواقف السيارات.
يرى معارضو العمران المتكدس الذي يتمحور حول النقل العام أن المواطنين الأمريكيين، وغيرهم في أماكن متفرقة في العالم، يفضلون العيش في مناطق منخفضة الكثافة، وأن أي سياسات تشجع التطوير العقاري المتكدس سوف تؤدي إلى نقصان جسيم في المنفعة الاقتصادية ما قد يؤدي إلى زيادة تكاليف الرعاية الاجتماعية. بينما يرى مؤيدو التطوير العقاري المتكدس أنه يعود بمنافع كثيرة يصعب قياسها في أحيان كثيرة، وأن تفضيل الأمريكان للعيش في مناطق منخفضة الكثافة يرجع جزئيًا إلى تدخل الحكومات المحلية في سوق الأراضي.

## العمران الموجه نحو النقل العام في المدن
تتبنى العديد من مدن العالم سياسة التوجه نحو النقل العام. فقد طورت العديد من مدن سياسات وخطط إستراتيجية تهدف إلى الحد من الاعتماد على السيارات وتشجيع استخدام النقل العام مثل تورونتو، وبورتلاند، ومونتريال، وسان فرانسيسكو، وفانكوفر.

### أمريكا اللاتينية

#### كوريتيبا، البرازيل

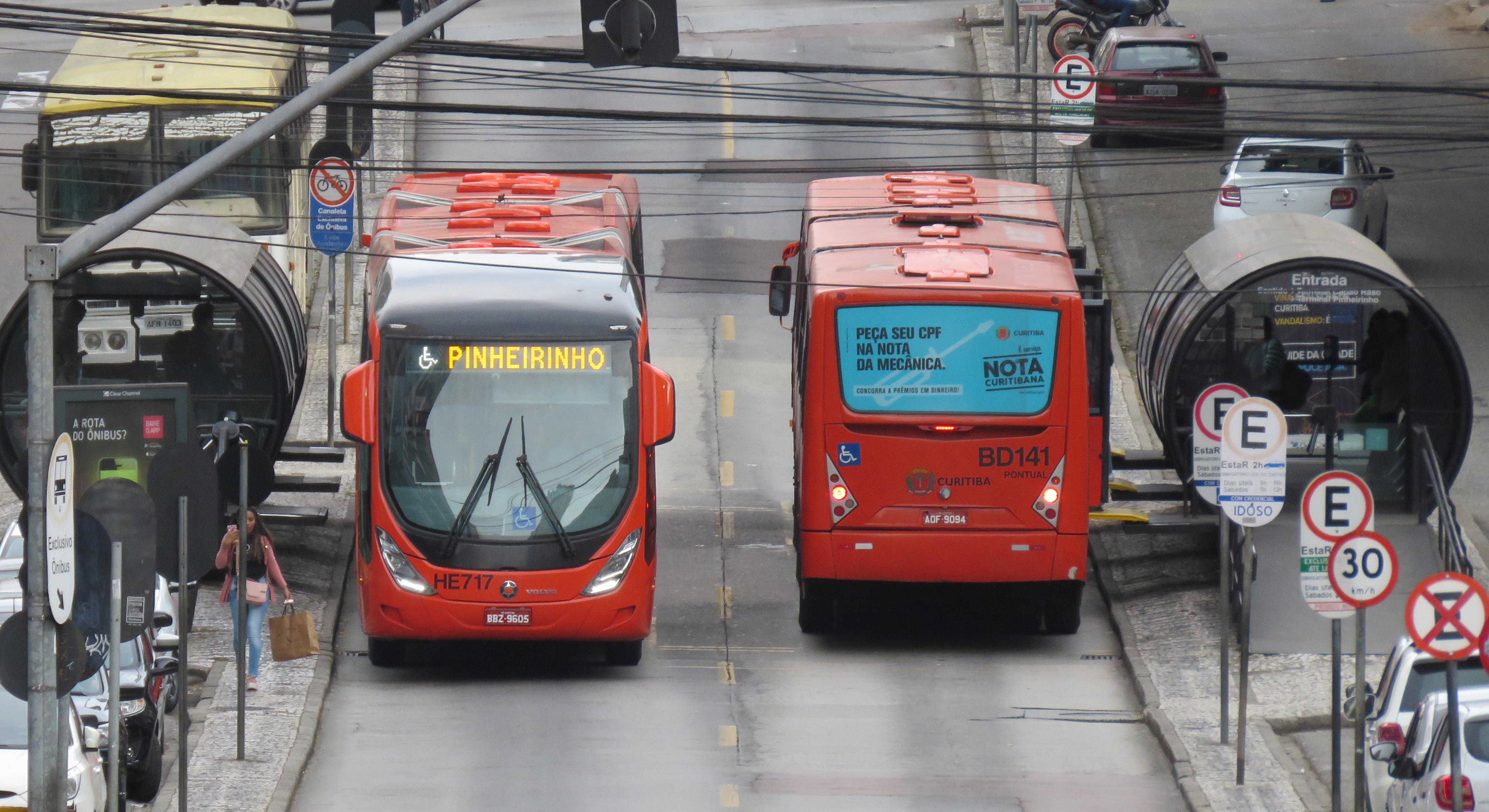
قطار النقل السريع في كوريتيبا

من أقدم وأنجح الأمثلة على التطوير العقاري الموجه نحو النقل العام مدينة كوريتيبا في البرازيل. نُظمت طرق كوريتيبا على هيئة محاور خاصة بالنقل العام في بداية تأسيسها. ومع مرور السنين كرست تلك المدينة قوانين تقسيم المناطق وتخطيط النقل الخاصة بها لجعل المناطق العمرانية المكتظة ملاصقة لأنظمة النقل ذات القدرة العالية، لا سيما المحاور الخاصة بحافلات النقل السريع. شددت كوريتيبا على العمل على أشكال البنية التحتية الاقتصادية منذ أن فشلت أول خطة تعمير بها نظرًا لقلة الموارد، واتبعت عددًا من الأساليب الفريدة للتكيف مع الوضع مثل الحافلات المزودة بنظم توجيه المسارات وسرعة تضاهي سرعة قطارات الأنفاق. وتُعزى تلك الحلول المبتكرة في كوريتيبا إلى عملية التخطيط العمراني القائمة على المشاركة وتوعية الجمهور والنقاش والإجماع.

#### مدينة مكسيكو، المكسيك
عانت مدينة مكسيكو من التلوث منذ سنين طويلة وما زالت حتى الآن. بُذلت العديد من المحاولات لتوجيه المواطنين نحو استخدام المواصلات العمومية، ومن بينها توسيع خطوط الأنفاق ومسارات الحافلات. حذت مكسيكو بحذو كوريتيبا بإنشاء العديد من خطوط الحافلات في العديد من شوارع مدينة مكسيكو الحيوية. خصصت المدينة حارتين من حارات السيارات للحافلات ما أدى إلى تحسين تدفق النقل العام.
بذلت المدينة كذلك عدة محاولات لزيادة عدد حارات الدراجات، ومن بينها إغلاق طرق بأكملها في بعض أيام الأسبوع وتخصيصها للدراجات فقط.
فرضت المدينة كذلك عدة تنظيمات خاصة بالسيارات تمنع السيارات القديمة من السير في المدينة، وتمنع السيارات الأخرى من السير في بعض الأيام. وتسمح تلك التنظيمات بقيادة السيارات الكهربية في جميع الأيام ويُسمح لصاحبها باستخدام مواقف السيارات مجانًا. أدى تقليص المساحات العامة المخصصة للسيارات وزيادة التنظيمات إلى إزعاج مستخدمي السيارات اليوميين. تأمل المدينة بذلك أن تدفع المزيد من الناس لاستخدام النقل العام.

### أمريكا الشمالية

#### تورونتو، أونتاريو

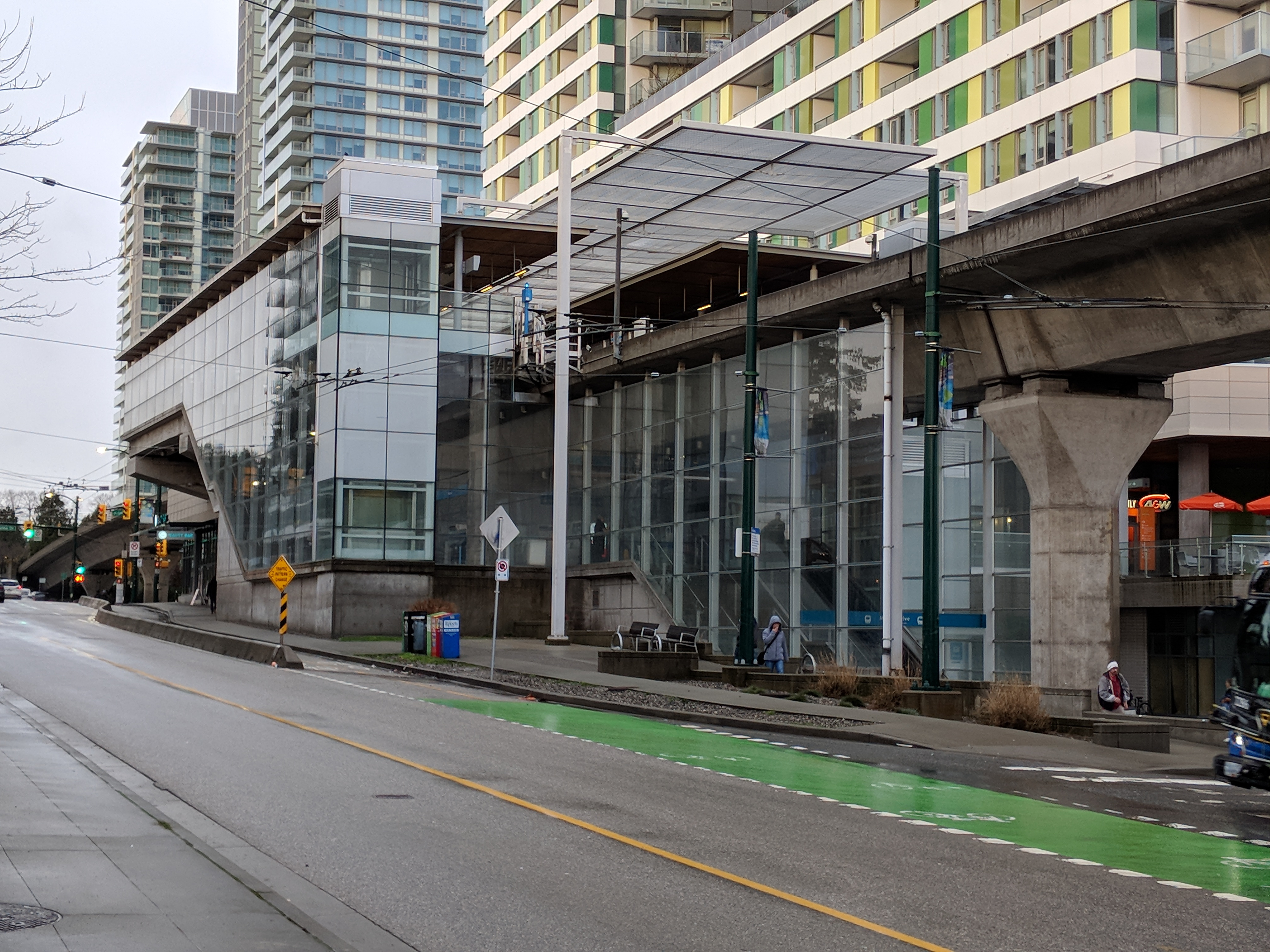
محطة قطار أنفاق علوية في فانكوفر تحيط بها أبراج شاهقة (2018)

تتبنى تورنتو سياسة تشجيع الإنشاءات الجديدة على طول مسار خط أنفاق يونغ. ومن أبرز الأمثلة على ذلك مشروع تطوير منطقة يونغ وإغلنتون في الستينيات والسبعينيات، وتطوير 2 كم من محور شارع يونغ شمال شارع شيبارد الذي بدأ في نهاية الثمانينيات. واعتبارًا من عام 1997 شهدت تلك المنطقة إنشاء مركز تجاري جديد وما يزيد عن 20 ألف وحدة سكنية وشغلها بالسكان. شهدت منطقة شيبارد الشرقية فيما بين شارع يونغ وطريق دون ميلز طفرة في بناء الوحدات السكنية منذ افتتاح خط أنفاق جديد عام 2002.

#### فانكوفر، كولومبيا البريطانية
تزخر فانكوفر بتاريخ طويل من مشاريع التنمية العقارية على طول خطوط أنفاق سكاي ترين، وإنشاء مراكز محلية للمدن في المحطات الكبيرة ومحاور النقل. ومن أبرزها المناطق العمرانية الخاصة بضواحي برنابي، كولومبيا البريطانية بالقرب من محطة سكاي ترين. شجعت محطات قطار الأنفاق على إنشاء عقارات ذات كثافة مرتفعة بقيمة مليارات الدولارات في المناطق المحيطة بها، حيث بُنيت العديد من الأبراج الشاهقة بالقرب منها، ما جذب إليها العديد من أشكال الفنون العامة التي تعبر عن تاريخ المنطقة الاجتماعي.